# Корпанюк Василь Семенович
Васи́ль Семе́нович Корпаню́к (нар. 18 травня 1922, Яворів —пом. 27 липня 2004, Яворів) — український народний художник-різьбяр, один з родини Корпанюків — майстрів різьблення по дереву, член Спілки радянських художників України з 1971 року та Національної спілки майстрів народного мистецтва України з 2000 року. Заслужений майстер народної творчості України з 2002 року.

## Життєпис
Народився і працював у Яворові (за іншими даними — у Косові). Батько, Семен Корпанюк — різьбяр, мама — Параска Чорномудяк-Корпанюк, знана вишивальниця і ткаля.
У 14 років почав заробляти на життя різьбою, грав на скрипці, сопілці, дримбі, наспівуючи гуцульських пісень, коломийок, власних пісень. Виготовляв традиційні вироби, також сувенірні оправи для альбомів. Оздоблював свої витвори інкрустацією бісером, деревом та металом.
Член Української Спілки художників, рекомендацію йому давав косівський різьбяр Володимир Гуз.
Його твори виставлялися на таких заходах:
- 1949 — Республіканська виставка народної творчості у Києві,
- 1957 — виставка народної творчості в Ліллі, Франція, 1957,
- 1958 — виставка в Софії, Болгарія, 1958,
- 1964 — виставка, присвячена 150-річчю дня народження Тараса Шевченка,
- 1971 — виставка, присвячена 100-річчю дня народження Лесі Українки.

Похований на цвинтарі біля церкви у рідному Яворові.

### Сім'я
Дружина — Параска. Прищепив любов до творчості дітям — Василеві й Марічці.